# Васастан (Стокгольм)

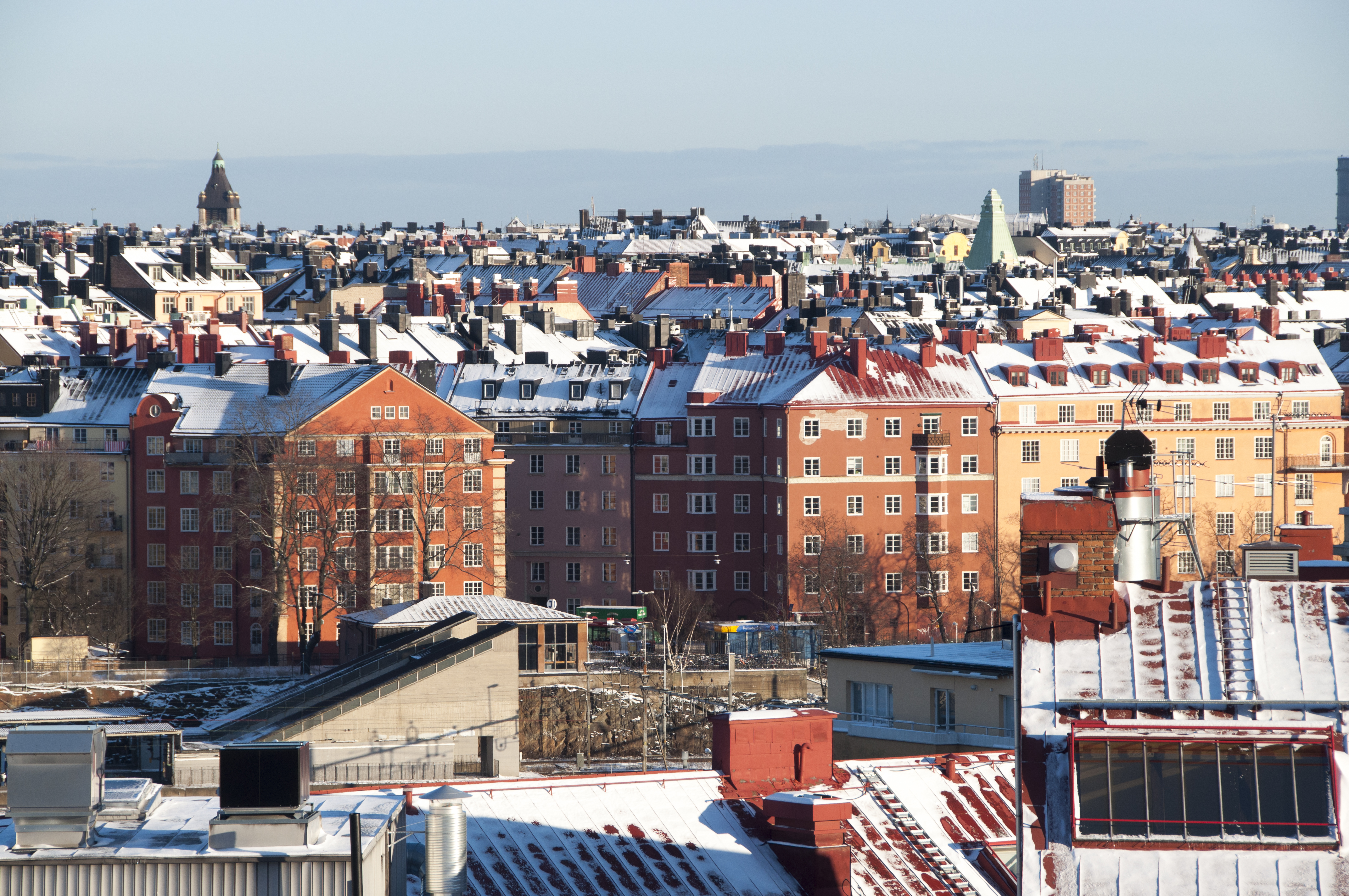
Васастан, вид с крыши.

Васастан, Васастаден (Вазастан; швед. Vasastan/Vasastaden) — один из районов Стокгольма.
Васастан расположен в центре Стокгольма, занимая территорию около 3 км²; население — 58 тысяч (2006). Это второй район шведской столицы как по населению, так и по плотности населения. Высшая точка района — 43 м над уровнем моря.
Район был населён и ранее, но своё название получил в 1885 году от улицы Васагатан, которая, в свою очередь, названа в честь короля Густава Васы. Васастан называют «каменный город» за то, что этот район изначально застраивался каменными домами. Также в районе расположены Бергианский ботанический сад, городской парк Васапарк и Стокгольмская общественная библиотека.
В Васастане около 70 лет проживала известная шведская писательница Астрид Линдгрен, которая «поселила» здесь и героев трилогии о Малыше и Карлсоне. В районе на некоторых улицах дома стоят вплотную друг к другу, поэтому вполне возможно прогуливаться по крышам.

## В искусстве
- Упоминается в песне Олега Медведева «Карлсоны»:

Выруби свет — в пламени наш Вазастан
- Упоминается в песне группы Громыка «Это бывает со мной»:

Это бывает со мной на чердаках в Вазастане
- Упоминается в песне группы Магелланово Облако «Прямой эфир»:

Забытый человек в окопах Васастана
- Повесть Марты Шарлай «История Сванте Свантесона, рассказанная Кристель Зонг».

- Песня «Васастан» группы «Краснознамённая дивизия имени моей бабушки»:

Всё детство я сходил с ума от Васастана из мультика про Карлсона. Меня не очень интересовал сам Карлсон, а вот нарисованные сумеречные крыши и парки, служившие в мультфильме фонами, были для меня той самой волшебной страной, которая есть у каждого маленького ребенка. Я подумал, что такой Васастан —лучшее место, куда могла сбежать героиня нашей песни от домашнего насилия.
Иван Смирнов